# Quillabamba
Quillabamba ist eine Stadt in Südzentral-Peru in der Region Cusco. Sie ist die Hauptstadt der Provinz La Convención sowie Verwaltungssitz des Distrikts Distrikts Santa Ana. 

## Geografie
Die Stadt liegt 110 km nordwestlich der Regionshauptstadt Cusco. Beim Zensus 2017 hatte Quillabamba 23.985 Einwohner.
Die Stadt liegt auf einer Höhe von 1063 m am linken Flussufer des Río Urubamba und ist von bis zu 4000 m hohen Bergen umgeben.

## Verkehr
1978 erhielt die Stadt Eisenbahnanschluss mit der Bahnstrecke Cusco–Quillabamba. In den 1990er Jahren wurde die Strecke bei einem Erdbeben ein Stück unterhalb von Aguas Calientes durch einen Erdrutsch verschüttet und anschließend das Teilstück nach Quillabamba aufgegeben. Damit verlor die Stadt ihren Bahnanschluss wieder.